# Kom, helig Ande
Kom, helig Ande är en psalm med text och musik skriven 1995 av John L. Bell. Texten översattes till svenska 2000 av Leif Nahnfeldt.

## Publicerad som
- Psalmer och Sånger 1987 som nummer 798 under rubriken "Fader, Son och Ande - Anden, vår hjälpare och tröst".[1]